# Spektrometer

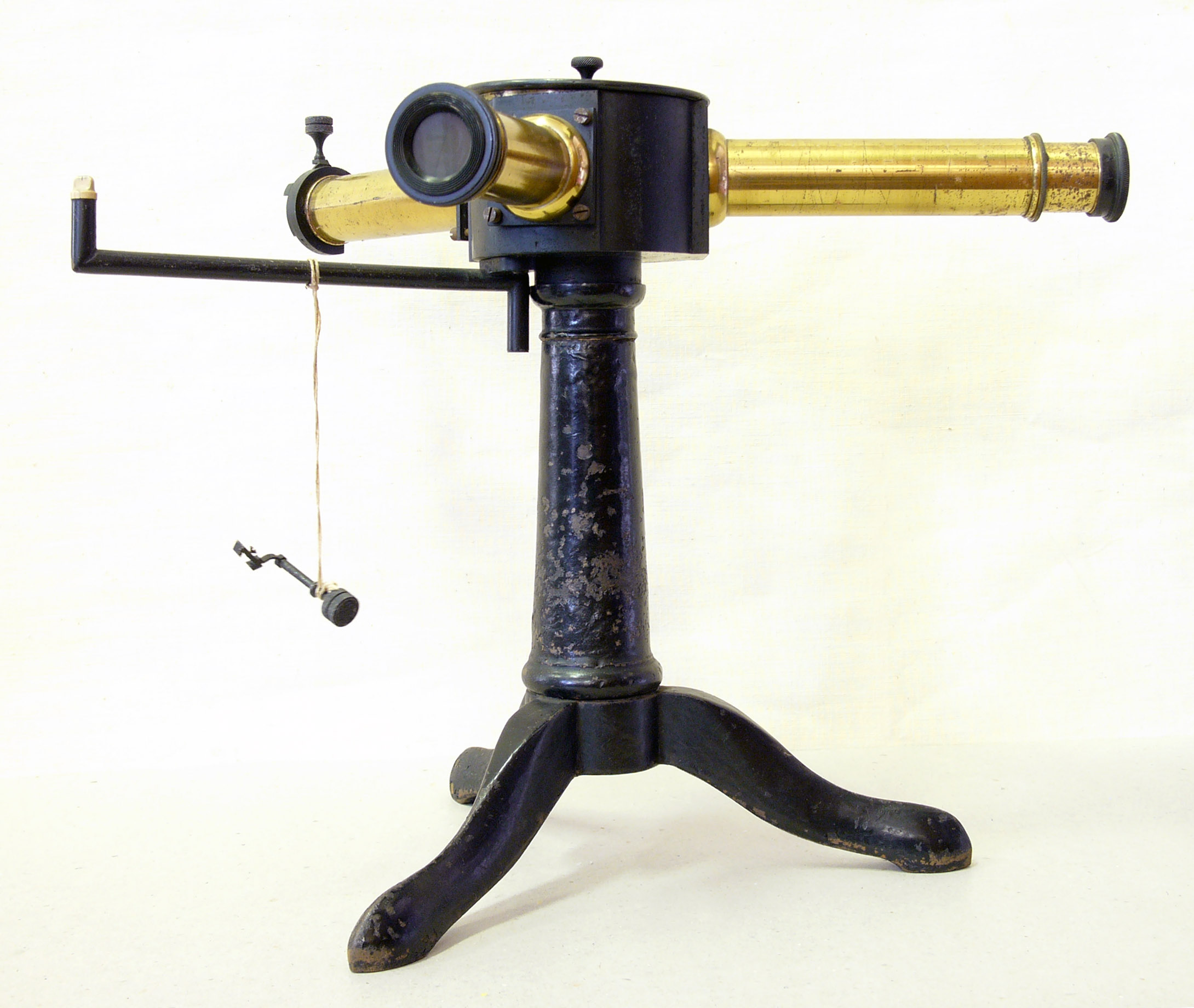
Spektrometer aus dem Physikunterricht

Ein Spektrometer ist ein Gerät zur Darstellung eines Spektrums. Im Unterschied zu einem Spektroskop bietet es die Möglichkeit, die Spektren auszumessen.
Ein Spektrum ist die Intensität als Funktion der Wellenlänge, der Frequenz, der Energie oder – im Falle von Elementarteilchen, Atomen oder Ionen – der Masse.

Aufgrund des Welle-Teilchen-Dualismus sind diese Größen oft äquivalent.
Bei Frequenzen deutlich unterhalb derer des sichtbaren Lichts bietet die Hochfrequenztechnik elektronische Möglichkeiten, Spektren zu messen, siehe Spektrumanalysator.
Bei den optischen Spektrometern wird die Unterscheidung der Wellenlängen der zu analysierenden Strahlung oft durch Richtungsablenkung mittels Brechung in einem Prisma oder durch Beugung an einem Gitter erzeugt. Es ist auch möglich, die Frequenzanteile mittels eines Interferometers anhand einer Fourieranalyse zu bestimmen (FTIR-Spektrometer).
Bei Strahlen geladener Teilchen und der Massenspektrometrie wird ein elektrisches und/oder magnetisches Feld (Lorentzkraft) und der Zeeman-Effekt zur Analyse genutzt. Besonders bei schweren Teilchen kann aber auch die Flugzeit und somit die Geschwindigkeit der Teilchen gemessen werden.

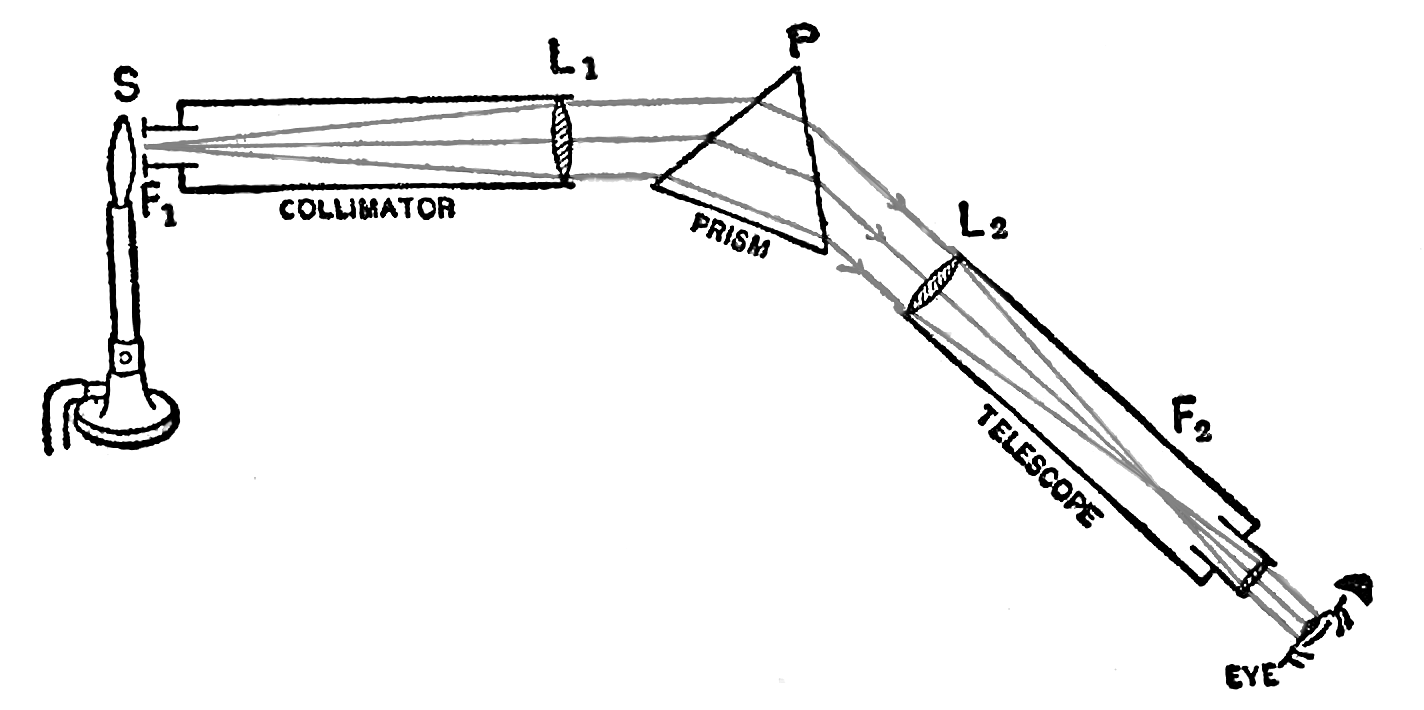
Historisches Spektroskop

Ein einfaches optisches Spektrometer (vergleiche Abbildung rechts) hat nur wenige Bestandteile:
- eine breitbandige Lichtquelle S;
- einen Spalt F1, um eine linienförmige Lichtquelle zu erhalten;
- dazwischen einen Kondensor (nicht im Bild), der die Lichtquelle auf den Spalt abbildet;
- eine Linse L1, die das divergent eintretende Licht parallelisiert;
- einen Probenraum mit Halter für Filter oder Küvetten (im Bild ist die Lichtquelle das Untersuchungsobjekt)
- ein lichtbrechendes Prisma P (oder -beugendes Gitter), um die zu analysierende Strahlung abzulenken;
- eine zweite Linse L2, die den Eingangsspalt in eine Ebene bei F2 abbildet;
- dort einen Ausgangsspalt S2 oder einen ortsauflösenden Detektor (letzterer ist im Bild ein mit Okular bewaffnetes Auge).

Im Falle eines Ausgangsspaltes sind S2 und der dahinter befindliche Detektor beweglich und sitzen auf einer Skala (siehe Goniometer).